# Alois Emanuel Biedermann
Alois Emanuel Biedermann (Münchhof, cerca de Bendlikon, 2 de marzo de 1819-Zúrich, 25 de enero de 1885) fue un teólogo protestante suizo. Fue un destacado dogmático de la escuela de pensamiento de los denominados "jóvenes hegelianos", y un importante defensor del "cristianismo libre" en Suiza.

## Trayectoria
Estudió teología en la Universidad de Basilea como alumno de Wilhelm Martin Leberecht de Wette y Wilhelm Wackernagel, donde, junto con su buen amigo Jacob Burckhardt, se aventuró en la poesía. En 1839 se trasladó a la Universidad de Berlín, donde fue alumno de Wilhelm Vatke. En Berlín, se dedicó al estudio de las obras de Friedrich Daniel Ernst Schleiermacher y Georg Wilhelm Friedrich Hegel. Además de Schleiermacher y Hegel, otra influencia importante fue la de un contemporáneo, el teólogo alemán David Friedrich Strauss.
De 1843 a 1850 fue pastor en la ciudad de Münchenstein, y durante este período (1845-1850), junto con David Fries (1818-1875), fue editor de Kirche der Gegenwart, una publicación de teología especulativo-crítica. En 1850, a pesar de la oposición de los conservadores, fue nombrado profesor asociado de teología en la Universidad de Zúrich. En 1860 obtuvo la cátedra de dogmática en Zúrich.
Fue miembro de la Schweizerischer Zofingerverein (Zofingia) y participó en la Mittwochsgesellschaft de Alfred Escher. A partir de 1871, participó activamente en la política cantonal, siendo miembro del partido liberal-conservador.

## Obra selecta
- Die freie Theologie oder Philosophie und Christentum in Streit und Frieden, 1844 – La teología o filosofía libre y el cristianismo en el conflicto y en la paz.
- Unsere junghegelsche Weltanschauung oder der sogennante neuste Pantheismus, 1849 – La joven filosofía hegeliana o el denominado último panteísmo.
- Christliche Dogmatik, 1869 – Dogmática cristiana (citada por el psicólogo Carl Gustav Jung en su autobiografía).
- Heinrich Lang, 1876 – una biografía de Heinrich Lang.
- Strauss et la théologie contemporaine, 1882 (traducido del alemán por Charles Ritter y Pierre Vaucher) – David Friedrich Strauss y la teología contemporánea.
- Ausgewählte Vorträge und Aufsätze, 1885 – Conferencias y ensayos seleccionados con una introducción biográfica de Johann Kradolfer (1835-1897).[5]

Libros escritos sobre Alois Emanuel Biedermann:
- Der junge Alois Emanuel Biedermann: Lebensweg und theologische Entwicklung bis zur "Freien Theologie" 1819-1844 por Thomas K. Kuhn: Mohr Siebeck, 471 páginas (1997) – El joven Alois Emanuel Biedermann: viaje y desarrollo teológico hacia la "teología abierta" 1819-1844.[6]